# Episodi di Brutti e cattivi (prima stagione)
La prima stagione della serie animata Brutti e cattivi, composta da 13 episodi, è stata trasmessa negli Stati Uniti, da Cartoon Network, dal 9 giugno 2000 al 18 ottobre 2002.
In Italia è stata trasmessa su Cartoon Network dal 31 ottobre 2002 al 4 novembre 2003.
| nº  | Titolo originale                      | Titolo italiano                          | Prima TV USA     | Prima TV Italia |
| --- | ------------------------------------- | ---------------------------------------- | ---------------- | --------------- |
| 1a  | Meet the Reaper                       | Il cupo mietitore                        | 9 giugno 2000    | 31 ottobre 2002 |
| 1b  | Evil Con Carne                        | Hector Polpetta                          | 24 agosto 2001   | 31 ottobre 2002 |
| 1c  | Skeletons in the Water Closet         | Lo scheletro nel bagno                   | 24 agosto 2001   | 31 ottobre 2002 |
| 2a  | Opposite Day                          | Il giorno dei contrari                   | 31 agosto 2001   | 4 novembre 2002 |
| 2b  | Emotional Skarr                       | Il vendicativo Skarr                     | 31 agosto 2001   | 4 novembre 2002 |
| 2c  | Look Alive!                           | Un modello tenebroso                     | 31 agosto 2001   | 4 novembre 2002 |
| 3a  | Mortal Dilemma                        | Dilemma mortale                          | 7 settembre 2001 | 5 novembre 2002 |
| 3b  | Evil Goes Wild                        | Hector impazzisce                        | 7 settembre 2001 | 5 novembre 2002 |
| 3c  | Get Out of My Head!                   | Fuori dalla mia testa!                   | 7 settembre 2001 | 5 novembre 2002 |
| 4a  | The Smell of Vengeance: Part 1        | L'odore della vendetta 1 Parte           | 5 ottobre 2001   | 6 novembre 2002 |
| 4b  | Fiend Is Like Friend Without the 'R   | Un pieno d'amicizia                      | 5 ottobre 2001   | 6 novembre 2002 |
| 4c  | The Smell of Vengeance: Part 2        | L'odore della vendetta 2 Parte           | 5 ottobre 2001   | 6 novembre 2002 |
| 5a  | Devolver: Part 1                      | Il divulgatore 1 Parte                   | 12 ottobre 2001  | 7 novembre 2002 |
| 5b  | Recipe for Disaster                   | I biscotti di Zia Kali                   | 12 ottobre 2001  | 7 novembre 2002 |
| 5c  | Devolver: Part 2                      | Il divulgatore 2 Parte                   | 12 ottobre 2001  | 7 novembre 2002 |
| 6a  | Tiptoe Through the Tulips: Part 1     | In punta di piedi tra i tulipani 1 Parte | 19 ottobre 2001  | 8 novembre 2002 |
| 6b  | A Dumb Wish                           | Uno stupido desiderio                    | 19 ottobre 2001  | 8 novembre 2002 |
| 6c  | Tiptoe Through the Tulips: Part 2     | In punta di piedi tra i tulipani 2 Parte | 19 ottobre 2001  | 8 novembre 2002 |
| 7a  | Grim vs. Mom                          | Tua madre mi odia                        | 19 luglio 2002   | 27 ottobre 2003 |
| 7b  | Bring Me the Face of Hector Con Carne | Rivoglio la mia faccia                   | 19 luglio 2002   | 27 ottobre 2003 |
| 7c  | Tastes Like Chicken                   | La festa a sorpresa                      | 19 luglio 2002   | 27 ottobre 2003 |
| 8a  | Grim or Gregory?                      | Chi c'è dietro la maschera?              | 26 luglio 2002   | 28 ottobre 2003 |
| 8b  | Search & Estroy                       | Il piano segreto di Borkia               | 26 luglio 2002   | 28 ottobre 2003 |
| 8c  | Something Stupid This Way Comes       | Cercasi amici disperatamente             | 26 luglio 2002   | 28 ottobre 2003 |
| 9a  | A Grim Surprise                       | Una sorpresa per Mandy                   | 2 agosto 2002    | 29 ottobre 2003 |
| 9b  | Everyone Loves Uncle Bob              | Tutti amano lo zio Bob                   | 2 agosto 2002    | 29 ottobre 2003 |
| 9c  | Beasts & Barbarians                   | Il tenebroso videogioco                  | 2 agosto 2002    | 29 ottobre 2003 |
| 10a | Hoss Delgado: Spectral Exterminator   | Lo sterminatore di spettri               | 9 agosto 2002    | 30 ottobre 2003 |
| 10b | Evil on Trial                         | Una condanna per Hector                  | 9 agosto 2002    | 30 ottobre 2003 |
| 10c | To Eris Human                         | Chi la fa l'aspetti                      | 9 agosto 2002    | 30 ottobre 2003 |
| 11a | Billy's Growth Spurt                  | Il brufolo di Billy                      | 4 ottobre 2002   | 31 ottobre 2003 |
| 11b | The Time Hole Incident                | Viaggio nel tempo                        | 4 ottobre 2002   | 31 ottobre 2003 |
| 11c | Billy & the Bully                     | Billy e il bullo                         | 4 ottobre 2002   | 31 ottobre 2003 |
| 12a | Big Trouble in Billy's Basement       | Problemino                               | 11 ottobre 2002  | 3 novembre 2003 |
| 12b | Christmas Con Carne                   | Natale con Polpetta                      | 11 ottobre 2002  | 3 novembre 2003 |
| 12c | Tickle Me Mandy                       | La nuova Mandy                           | 11 ottobre 2002  | 3 novembre 2003 |
| 13a | Little Rock of Horrors                | Una meteora affamata                     | 18 ottobre 2002  | 4 novembre 2003 |
| 13b | The Pie Who Loved Me                  | Cosa hai messo nella crostata?           | 18 ottobre 2002  | 4 novembre 2003 |
| 13c | Dream a Little Dream                  | Una pizza da incubo                      | 18 ottobre 2002  | 4 novembre 2003 |

## Il cupo mietitore
Il criceto domestico di Billy, Mr. Snuggles, festeggia il suo decimo compleanno e il cupo mietitore viene a prenderlo. Tuttavia, Mandy, l'amica di Billy, è riluttante a concederlo e propone un patto a Tenebra: se batterà i bambini in una partita può prendere il criceto ma se perde, risparmierà la sua vita e diventerà il loro "migliore amico per sempre". Tenebra trasporta i bambini nel limbo dove li sfida a un gioco. Nonostante i suoi migliori sforzi, Tenebra finisce per perdere quando viene attaccato da Mr. Snuggles al comando di Mandy.

## Hector Polpetta
Hector Polpetta ordina alla Dottoressa Orrore di costruirgli un nuovo corpo dopo che l'orso Boskov ha rovinato il suo ultimo piano per il dominio del mondo dirigendosi verso il cibo invece che combattere per loro.

## Lo scheletro nel bagno
Quando la madre di Billy, Gladys, nota Tenebra prima nel letto poi sotto la doccia, inizia ad avere attacchi di panico pensando che Billy sia in pericolo. Nel frattempo, Harold, il padre di Billy, pensa che sia tutto un'immaginazione di Gladys e per cercare di calmarsi, Gladys finisce per andare a vivere da sua sorella, la zia di Billy.